# Hoszcza (Białoruś)
Hoszcza (biał. Гошча, Hoszcza; ros. Гоща, Goszcza) – wieś na Białorusi, w obwodzie brzeskim, w rejonie iwacewickim, w sielsowiecie Omelna, nad jeziorem Hoszcza. 
Słownik geograficzny Królestwa Polskiego z drugiej połowy XIX wieku opisuje Hoszczę jako zapadły w bagnach i całkiem odludny i ubogi zakątek Pińszczyzny. W dwudziestoleciu międzywojennym leżała w Polsce, w województwie poleskim, w powiecie kosowskim/iwacewickim, w gminie Święta Wola.
Po II wojnie światowej w granicach Związku Radzieckiego. Od 1991 w niepodległej Białorusi.